# (72609) 2001 FN17
(72609) 2001 FN17 – planetoida z pasa głównego asteroid okrążająca Słońce w ciągu 5,75 lat w średniej odległości 3,21 j.a. Odkryta 19 marca 2001 roku.